# Aphyllotus
Aphyllotus es un género de hongos en la familia Marasmiaceae. Es un género monotípico, solo contiene la especie Aphyllotus campanelliformis, nativa de Colombia. La especie y el género fueron descritos por el micólogo Rolf Singer en 1973.